# 弁当

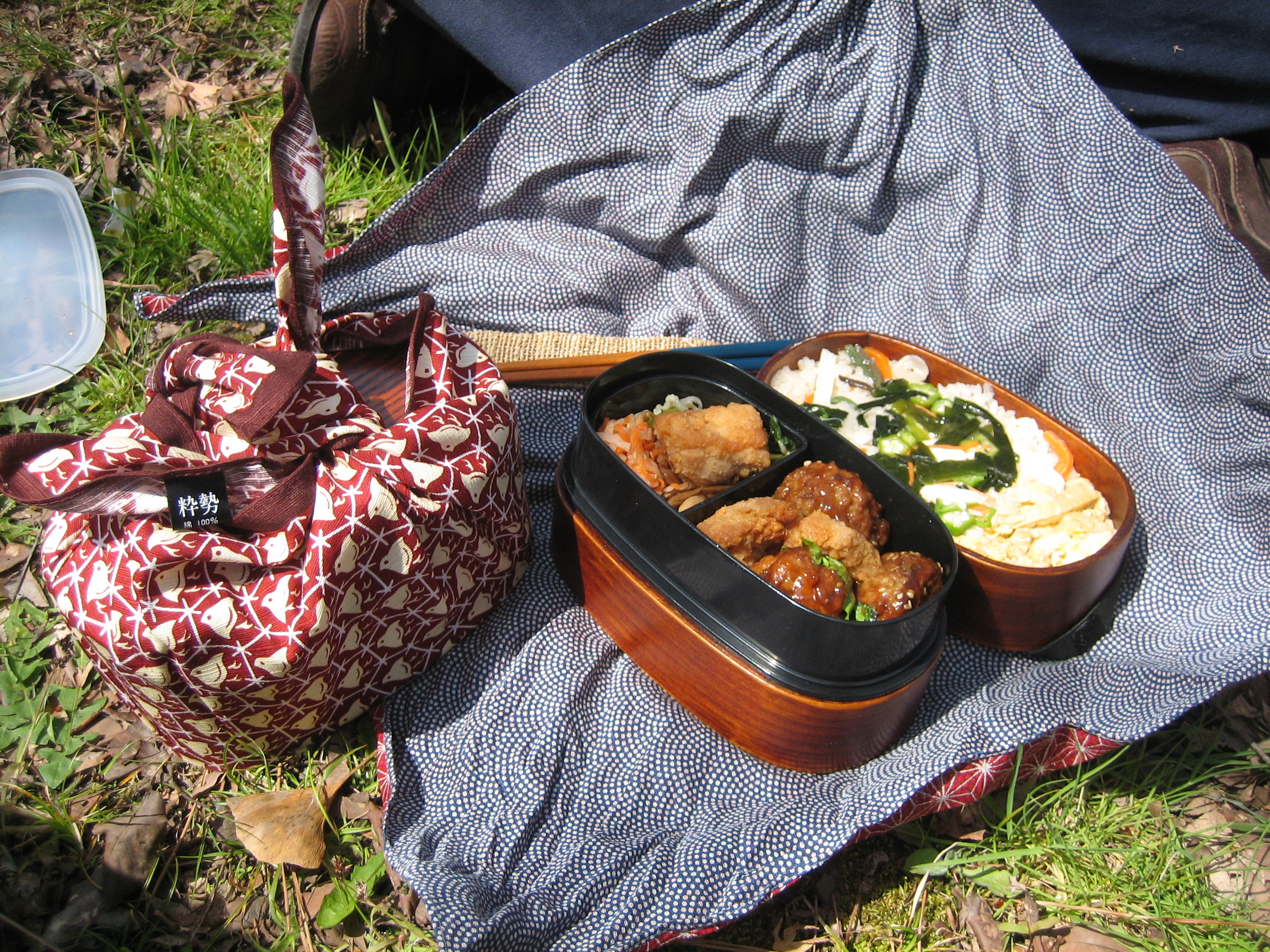
日本の家庭で手作りした弁当。および風呂敷。

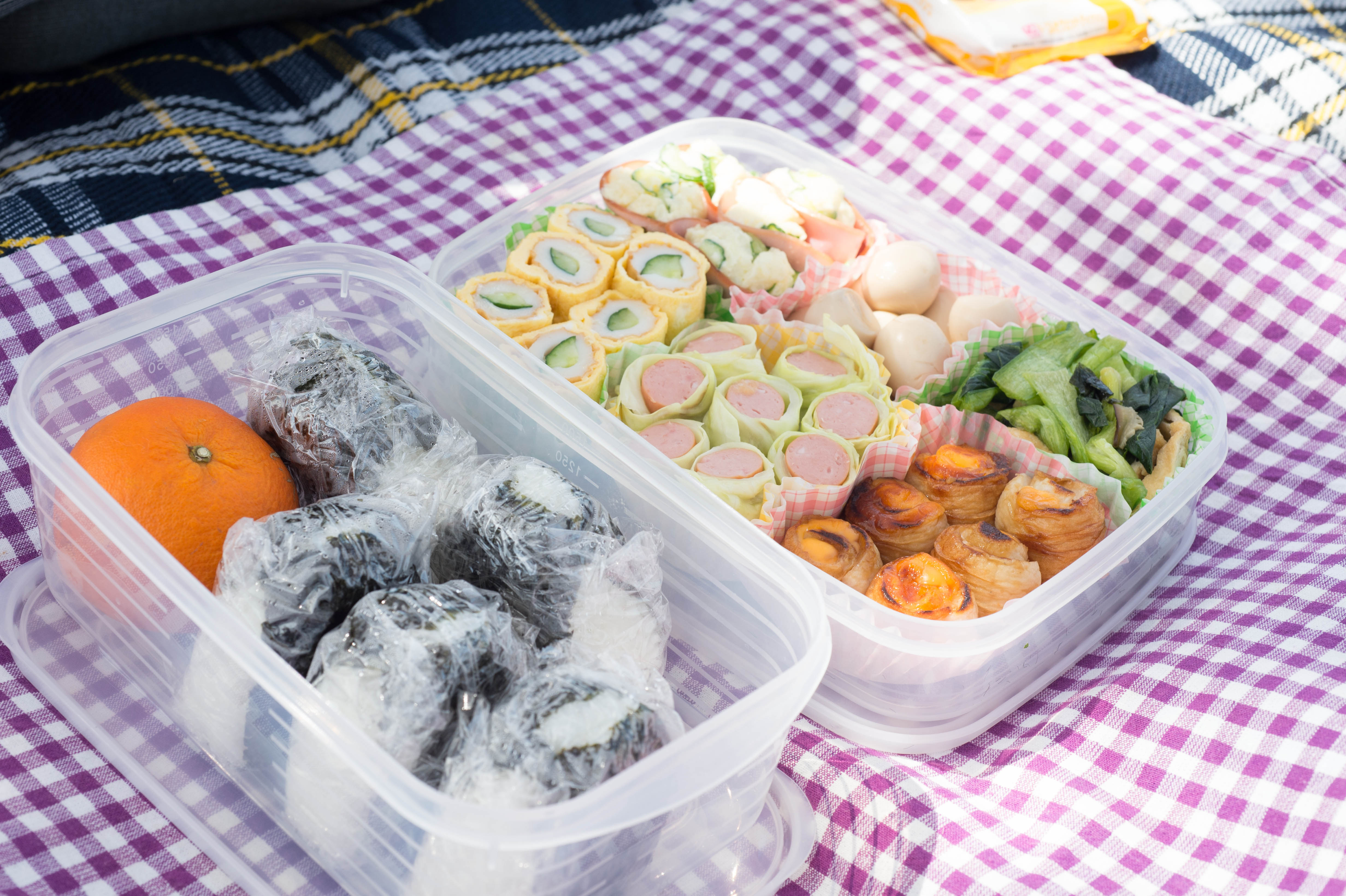
花見に持参する「花見弁当」の一例。数人分。子供の運動会でこのような弁当を用意する家庭もある。

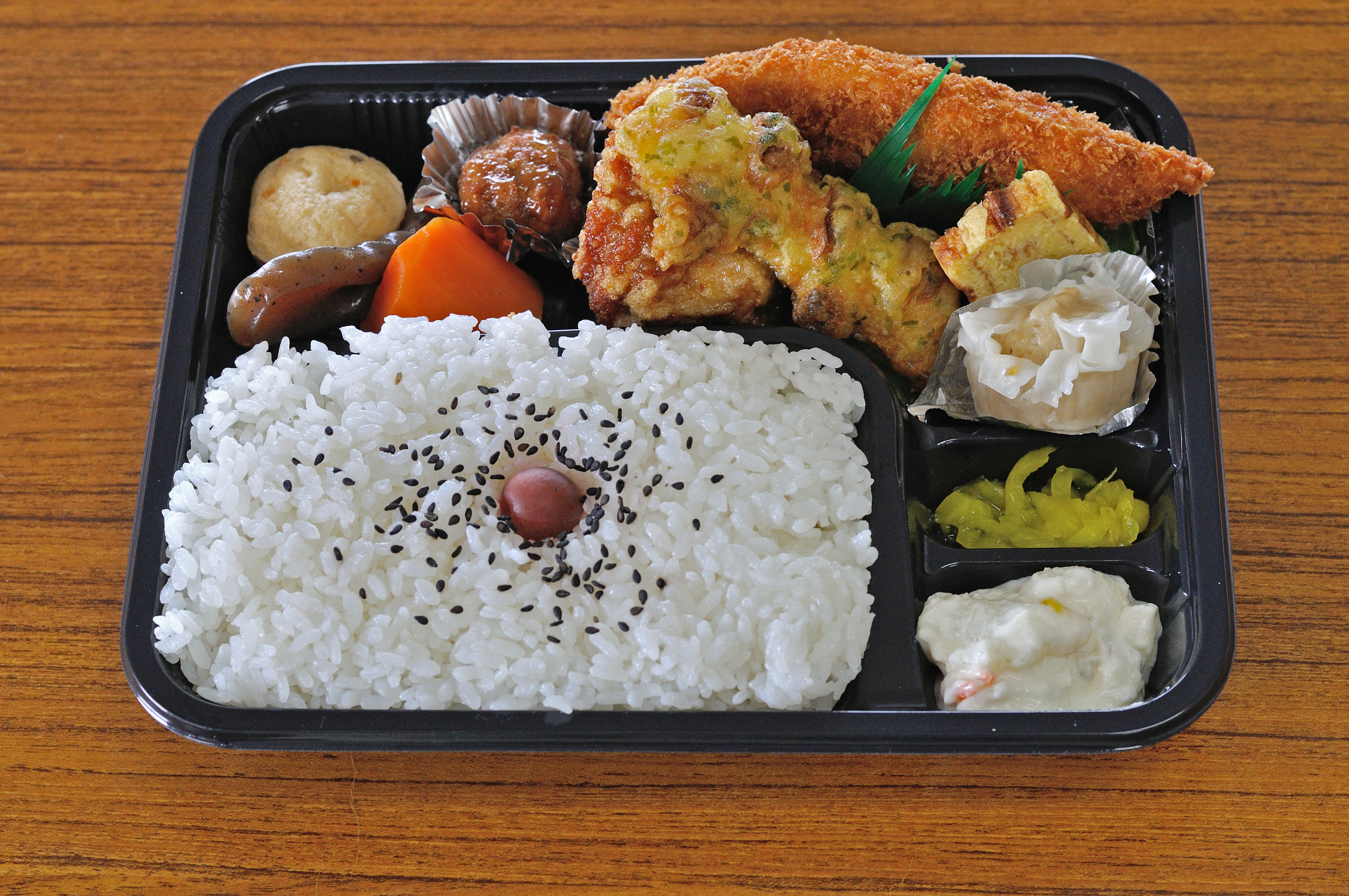
街の弁当屋の弁当、いわゆる「ほか弁」の一例

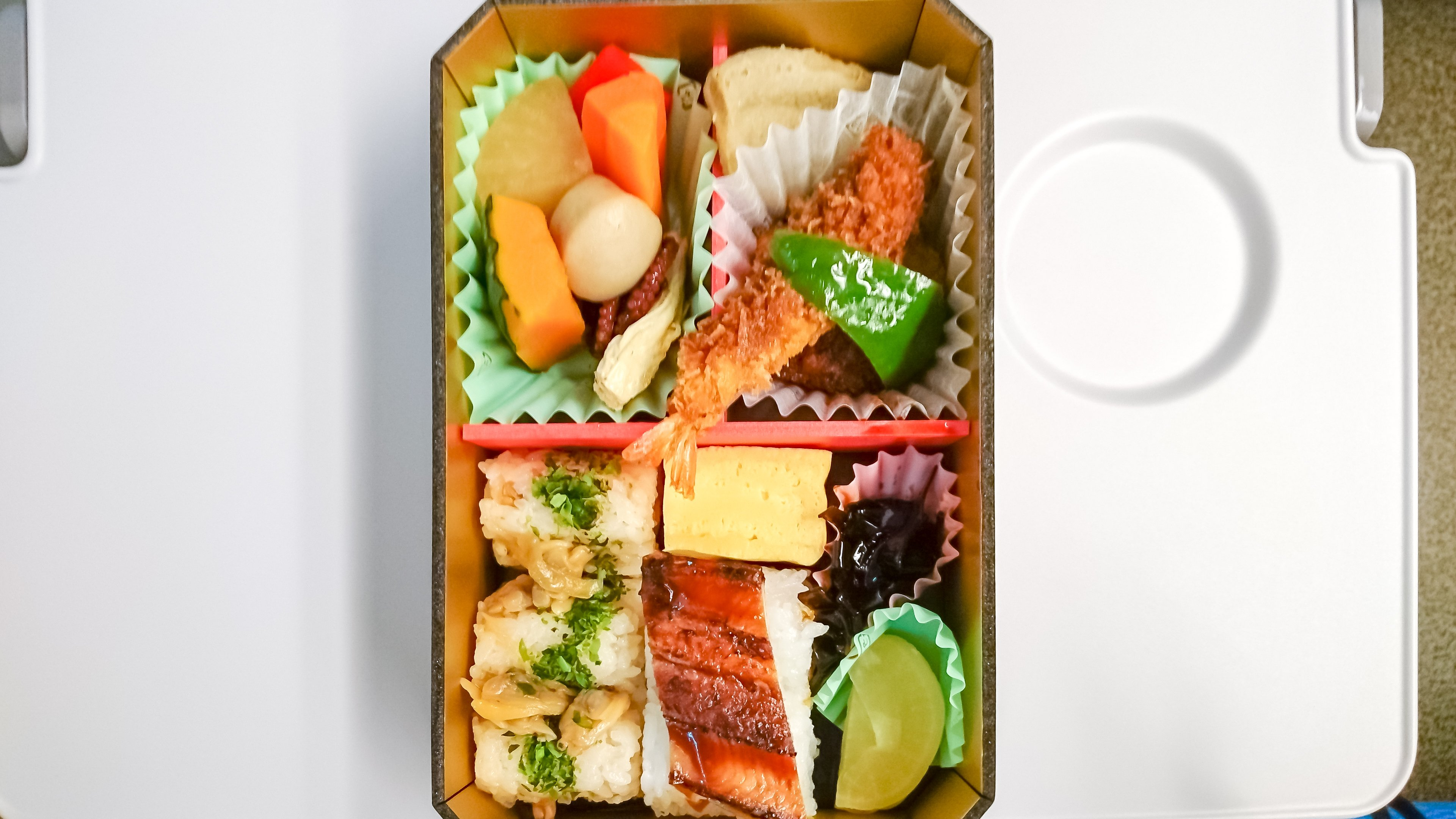
駅などで販売されている弁当、駅弁の一例

弁当（べんとう）とは、携行できるようにした食料（携行食）の一種である。「辨當」（戦前はこの旧字体表記が多かった）「便当」などと書かれることもある。

## 日本の弁当
弁当は一般的には箱などの容器にご飯とおかずを詰めた携行食、携帯食である。サンドイッチやスパゲッティなど飯を用いない場合もある。弁当は家庭で作られたり（手作り弁当）、スーパーマーケット、コンビニエンスストア、百貨店（デパート）、弁当専門店、鉄道駅（この弁当は駅弁と呼ばれる）、空港（同様に空弁と呼ばれる）などで販売されている。
家庭から職場、学校などに持っていく弁当の容器は「弁当箱」という名で呼ばれている。英語では日本語をそのままに「bento」と呼ばれ、洋風の弁当箱はランチボックス（英語ではLunch Box）と呼ぶこともある。
日本で一般的に飯として食べられるジャポニカ米は、インディカ米などと比べ、炊いた後に冷めてしまっても比較的味が落ちにくいという特徴を持つため、日本の弁当は他の諸国の携行食には例を見ないほどの発展を遂げていった。

### 語源
語源に関しては諸説ある。

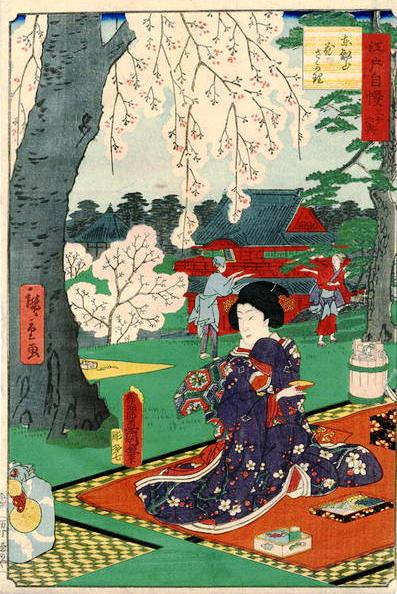
右端に蒔絵をほどこした重箱の花見弁当が見える。『江戸自慢三十六興』「東叡山花さかり」歌川広重画 歌川豊国筆

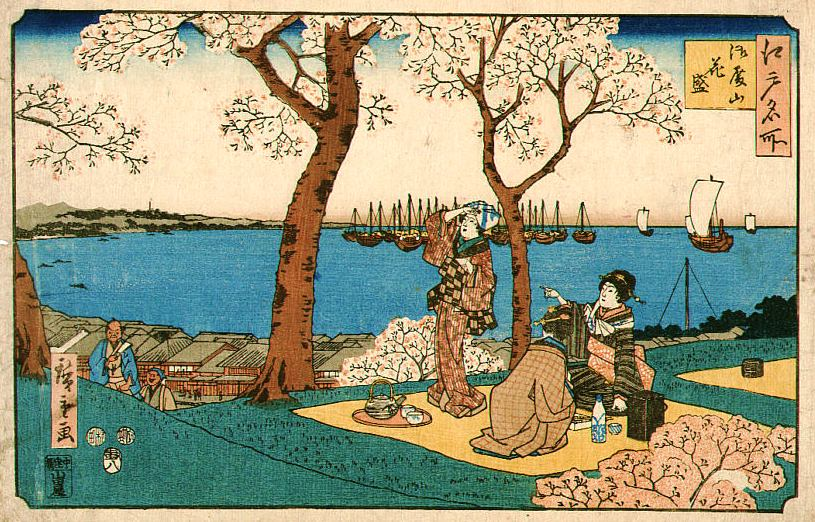
弁当と酒を携えて花見を楽しむ江戸時代の人々。歌川広重「江戸名所 御殿山花盛」

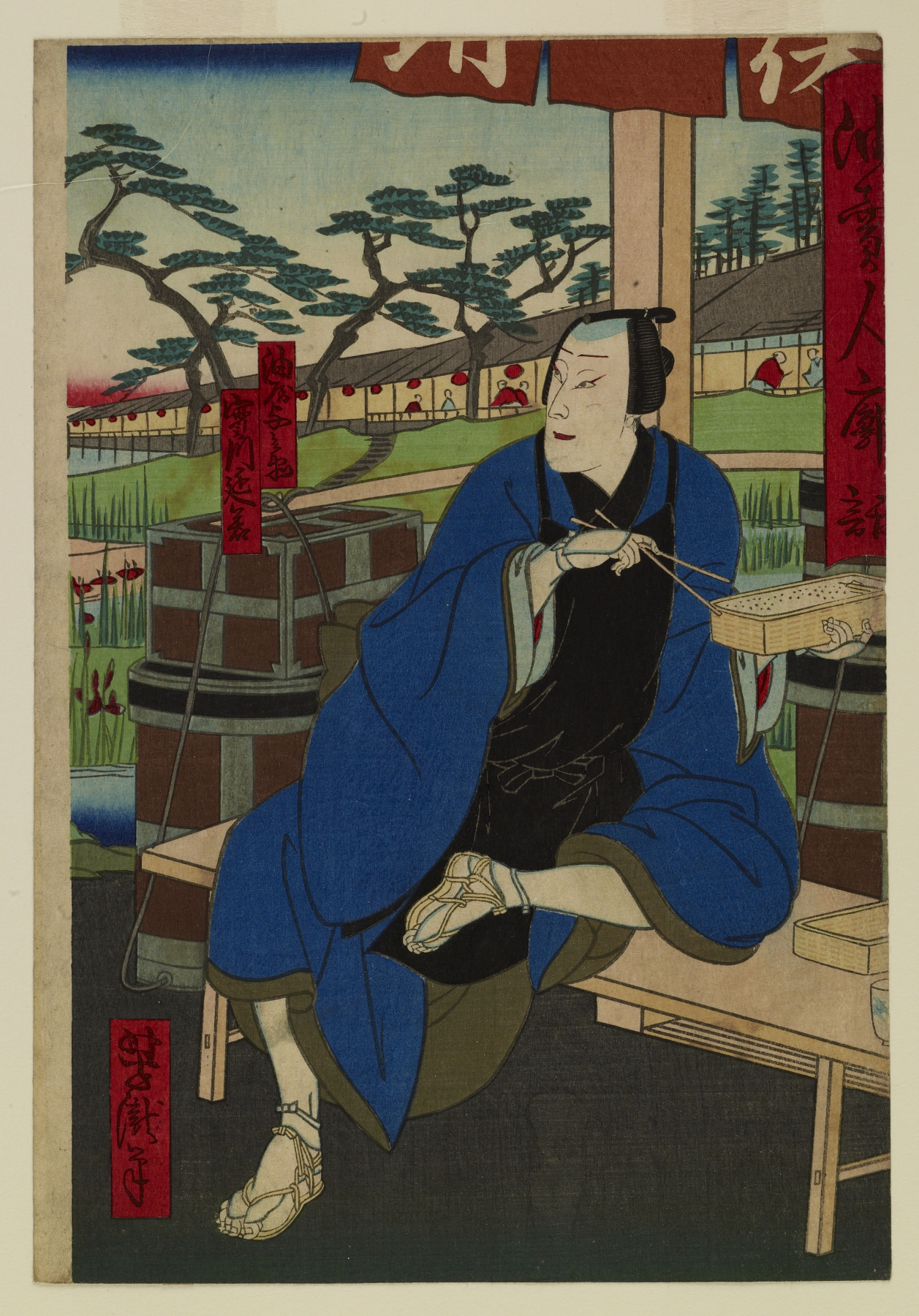
歌川芳滝（江戸末期 - 明治時代）画、弁当を食す初代實川延若。

- 戦国時代に大勢の人に食事を与えるときに簡単な器に盛って配膳したことから「配当を弁ずる」または「当座を弁ずる」が語源であるとする説（一説には織田信長の故事に由来しているとする説）[4]。
  - これと関連するが「べんとう」の呼び名は安土桃山時代（織田信長や豊臣秀吉の時代）に成立したとの指摘もある[5]。
- 「好都合」「便利なこと」を意味する中国南宋時代の俗語「便當」が語源であるとする説。「便道」「辨道」などの漢字も当てられた。「辨（そな）えて用に當（あ）てる」ことから「辨當（弁当）」の字が当てられたとも考えられている[6]。この語義は上海語などの呉方言に今でも使われる[7]。

### 歴史

#### 前史
携行食の意味では石川県の弥生時代の遺跡から最古のおにぎりが発見されている。5世紀には猟や戦い、農作業の際に家から干飯（米を蒸して乾燥させた保存食）や握り飯を持参した記録が残っている。『日本書紀』には鷹狩の際に携行する餌袋を弁当入れのように代用したという記述がある。また、10世紀の『伊勢物語』には旅先で携行した干飯を食べる記述がある。米飯加工品をコンパクトにして屋外に携行する習慣は、平安時代の下働きの者の携行食である「屯食（とんじき）」などにもみられる。鎌倉時代には戦用に鰹節を添えた米飯加工品が利用されていた。
戦国時代の出征では、武士は「腰兵糧」を持参した。干飯のほか炒めた玄米（炒米）、餅、さらに味噌などで煮しめた芋茎（いもがわ縄）など塩分補給も工夫された。

#### 近世
安土桃山時代には、現代でも見られるような漆器の弁当箱が作られるようになり、この時代より、弁当は花見や茶会といった場で食べられるようになった。
江戸時代初期に編集された、ポルトガル語の『日葡辞書』には「bento」が弁当箱の説明で記載されている。『日葡辞書』の説明は「引出しつきの文具箱に似た箱で、中に食物をいれて携行するもの」となっている。
現代のような弁当の形が整ったのは江戸時代といわれている。もともとは大名などの特権階級が花見や紅葉狩りといった場で食べるものだった。江戸時代には携行する食べ物を指して弁当というようになり、場面に応じた弁当の分化など、多様な弁当文化がみられるようになった。
江戸時代には一日三食の食習慣が定着し、軽い昼食を握り飯などを詰めた弁当でとる習慣がみられるようになった。また庶民も観光と巡礼を兼ねた旅に出たり、花見を行うようになり、豪華な弁当も作られるようになった。旅先では宿屋の弁当や茶屋で道中食をとっていた。また、歌舞伎などの庶民向けの芸能が発達したことで芝居見物が盛んとなり「幕の内弁当」が生まれたのも江戸時代といわれている。
江戸時代中期に入ると国内の移動や物流が活発になっていたことで、それまでの伝統的なわっぱに加えて、おにぎりなど食べ物を包んで軽量で持ち運びやすく、防腐作用や通気性のある竹皮や経木が使われることも増えた。
江戸時代末期の慶応2年4月、江戸で弁当屋と称する商売が数店、開業。

#### 明治・大正
明治時代は食堂や外食施設も発達していなかったため、役所に勤務する下級官吏や安月給のサラリーマンは、江戸時代からあるような腰弁当を提げて仕事に出掛けていた（「腰弁」などとも呼ばれていた）。富国強兵政策を推し進める日本政府は国民の健康を高めるために弁当普及を推進し、明治初期は学校給食がまだ実施されておらず、生徒と教師たちは弁当を持って来なければならなかった。1874年、東京で食事を箱詰めにして1日3回配達する3食弁当屋「常平社」が営業をはじめた。
鉄道駅で最初の「駅弁」が発売されたのも明治時代である。最初に駅弁の販売の開始年に関しては複数の説があるが、一般的には1885年（明治18年）7月16日に宇都宮駅で発売された、おにぎりと沢庵漬けを竹の皮に包んだ弁当が駅弁の発祥とされている。また、折詰に入った駅弁は、1890年（明治23年）に姫路駅でまねき食品が発売したものが最初との説がある。サンドイッチのようなヨーロッパスタイルの弁当が現れ始めたのも1898年（明治31年）からである。
大正時代、学校に弁当を持って来る慣例を廃止する動きがあり、社会問題に発展した。第一次世界大戦後に不況が続くと、農村の生活苦から主に東北地方からの東京など都会への移住者が増えるなどして、貧富の差が弁当に表れた。当時の人々は、この現象が、肉体的な面からと精神的な面から、子供たちに好ましからぬ影響を与えるのではないかと考えたのである。明治以降、都市部の貧困層や育てた農作物を自由にできない貧農の世帯が、子供の通学時に弁当を持たせられない欠食児童がしばしば問題化した。

#### 昭和
昭和に入ると、アルミニウム素材の表面をアルマイト加工した弁当箱が開発された（アルマイトの発明年は1929年（昭和4年））。壺井栄の体験を基にした小説『二十四の瞳』（1952年（昭和27年）発表）で描写された弁当箱は「目の覚めるような銀色」をしており、保管や洗浄など扱いの容易さもあって、当時の人々から羨望の的となった。また、小学校の冬の暖房機器としてストーブ類が多用されていた頃は、持参したアルマイト製の弁当箱ごとストーブの上に置き、保温・加熱するということも行われた。昭和初期には弁当の手引き書が多く出版されるようになり、栄養価を考え、弁当に入れるおかずの種類も多彩になっていた。
第二次世界大戦の後、多くの地域では学校の昼食は給食に切り替えられて（日本の学校給食#昭和戦後期を参照）、全ての生徒と教員に用意されるようになった。これによって、徐々に学校に弁当を持参する習慣は少なくなった。
1970年代、駅弁は国鉄のディスカバー・ジャパンキャンペーンもあって、鉄道で観光旅行に出かける人が増えると、各地の素材や郷土料理を活かしたもの、観光地にまつわる物など、より多様なものとなった。

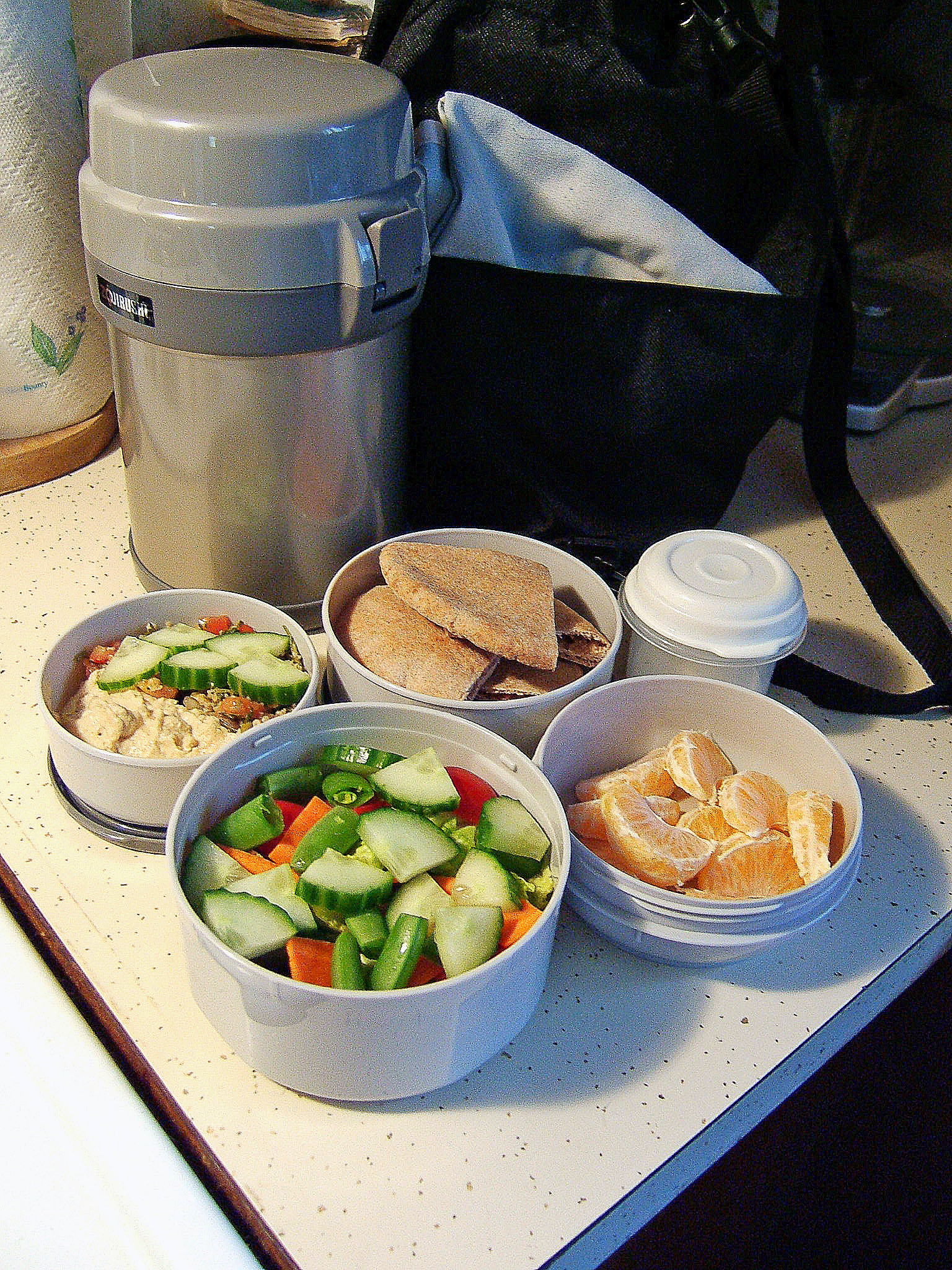
魔法瓶式の弁当入れ、ランチジャー

冬季の寒冷地などで金属容器に詰めた弁当が冷えた場合を除いて（前述の『二十四の瞳』の記述、および弁当箱#日本の弁当箱を参照）、弁当は温めずに食べられていたが、1960年代にジャー式や魔法瓶式の保温弁当容器が開発されると、職場や学校でも温かい弁当を食べられるようになった。最初に登場したこのタイプの容器は構造上、サイズの小型化が難しく、鞄に収めにくいため別持ちになったが、そのため落とすと衝撃で内部が破損しやすいという問題もあった。
なお、弁当を温めるために使用される電子レンジが販売された時期は高額な業務用が1960年代であり、一般向け製品の普及率が8割を超えたのは1990年代である。
1970年代以降は、弁当専門店やコンビニエンスストア、スーパーマーケットなどで弁当が販売されるようになった。
持ち帰り弁当専門店（通称：ほかほか弁当など。略称はホカ弁）としては、1976年（昭和51年）に創業したほっかほっか亭が、フランチャイズシステムで急成長し、同業他社とともに隆盛をみた。後にいう中食であるが、ホカ弁は登場当初より「買ってきた弁当をなるべく出来たての状態で食す」という業態であり、基本的に購入後の再加熱は意図されていない供食様式である（そのため現在でもレンジ不可の容器を用いているホカ弁業者もある）。
同年代以降に急速に普及したコンビニエンスストアでは、いわゆるコンビニ弁当の販売が始まった。これは各店舗への配送や店舗内の陳列どちらも冷蔵状態のままで、配送に差し障らないよう、たとえば水分量を要するスープ分などが加熱必須のゲル状に仕上げられており、つまり店舗あるいは自宅の「電子レンジでの加熱」を基本として製造されている。このコンビニ弁当の日常社会への浸透により、「弁当は温めて食べるもの」という概念が、より主流になった。
同じ頃より、スーパーマーケットの惣菜コーナーにも弁当が並ぶようになった。これらは「市販の弁当を店で買い、持ちかえって食べる」という新しい趨勢（中食の一般化）を作り出した。
昼食時間帯に飲食店が混雑するオフィス街などでは飲食店が持ち帰り販売したり、移動販売車（キッチンカー）が出展したりも日常的にみられる。仕出し弁当などの配達業者も、時間指定で温かいものを届けることを売りにするものが現れ始めた。これらの現象と呼応するように、ドカベン（土方が持つような大きな弁当箱）に象徴されるアルマイトなど金属製の弁当箱も、耐熱性プラスティックなどの弁当箱に変わっていった。

#### 平成
1990年代の平成には、日本のコンビニエンスストアに納入する弁当の製造工場は24時間体制で操業し、多いものでは日産数万食にも及ぶ規模となっていた。これらの弁当ではプラスチック製あるいは紙製の容器が用いられていることが多い。また、コンビニエンスストアが地方でも一般的になり、温かい弁当が一般化すると、駅弁でも化学反応を利用して加熱できるタイプのものが登場した。2003年（平成15年）頃から、空港で販売される弁当「空弁」がブームとなった。乗客は空港での待ち時間や、飛行機に乗っている間に空弁を楽しむことができる。これに対抗して日本道路公団は「速弁」を売り出した。2005年（平成17年）からナゴヤドームは「球弁（たまべん）」を売り出した。
一方、団体旅行や法事の弁当は、仕出し料理店や料亭などが作ることもある。仕出し弁当などの場合には上面に「御弁当」や「御料理」の文字の入った掛け紙が付けられていることも多い。
1990年代後半ころから、子供を喜ばせようとする母親の気持ちからキャラ弁が流行し、外国でも'Kyaraben'として知られるようになった。
2001年、香川県で小学校の校長をしていた竹下和男が、子供が自ら弁当を作って、持ってくる取り組みを始めた。これを機に食育の一環として、職場を含めた「弁当の日」活動が農林水産省などにより行われている。
食物アレルギーなどで食べられない食材がある人が食べられる食材だけを使った弁当を作ったり、一部地域で行政コスト削減のため学校給食が廃止されたりして、家から弁当を持って来る習慣が復活している。また、学校によっては生徒のみに給食が用意され、教員は引き続き弁当を持参するということもある。

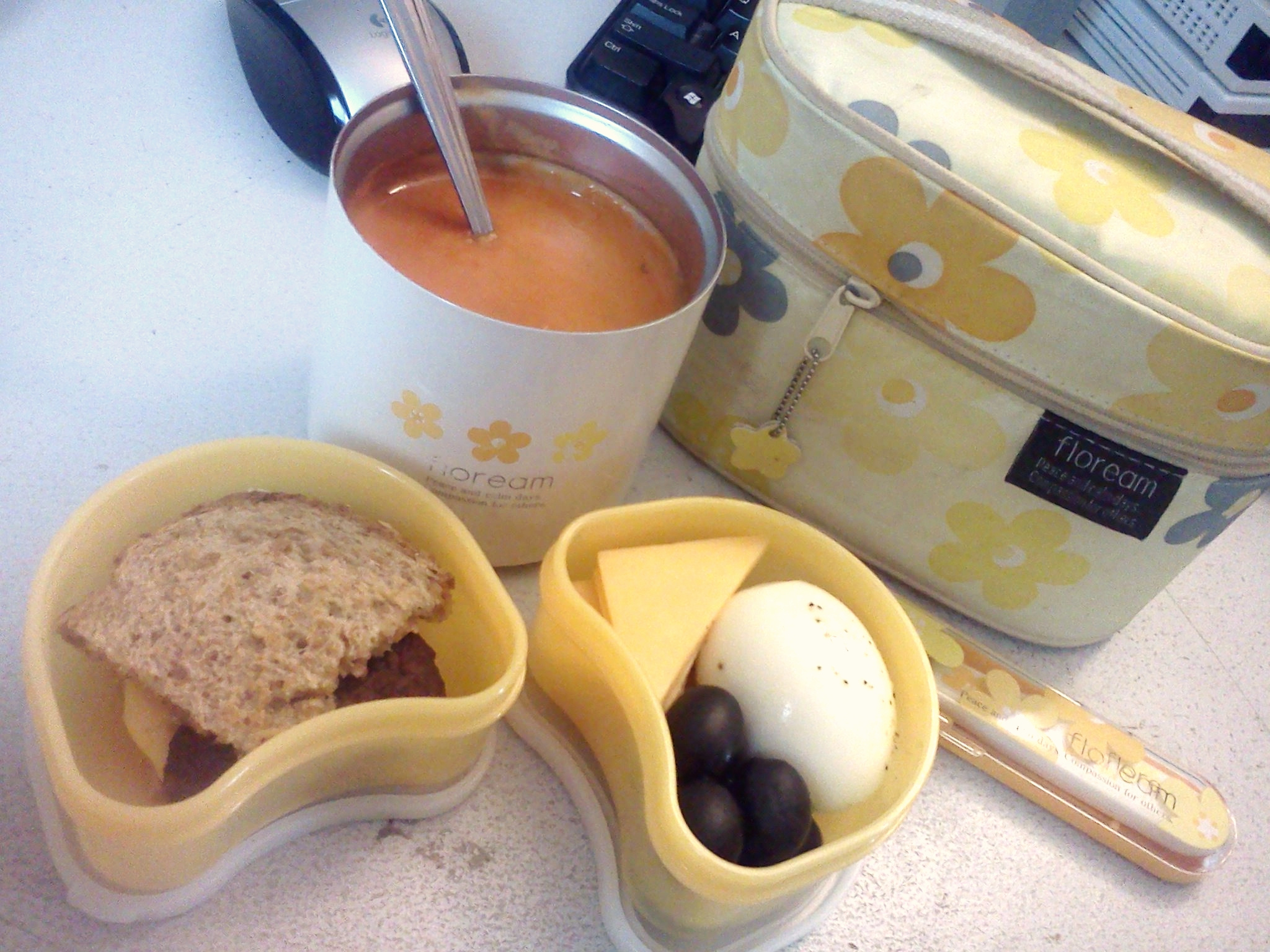
最近の小型でカラフルでおしゃれな、魔法瓶式スープ保温容器と樹脂製の箱と保温ポーチのセット（2010年代後半あたりに登場）

リーマン・ショックが起きた2008年（平成20年）以降は不況の影響もあり、節約のために弁当持参をする人が増えたとの報道がある。弁当男子という、自ら弁当を作って持参する独身男性を意味する言葉が生まれている。さらに、1970年代に開発、発売された保温弁当容器も進化を遂げて、一昔前の大きな弁当箱というイメージは薄れ、スリムなタイプが登場した。2010年代後半に、女性向けに小型化されて、カラフルでおしゃれなタイプの保温弁当箱も登場している（弁当箱を参照）。

### 調理面・栄養面で配慮すべきこと
弁当の調理には通常の調理とは違う注意が必要であり、たとえば汁気が出ないものを選ぶこと、冷めても味の変化が少なくおいしく食べられるものを選ぶこと、いたみやすいものは入れないこと、ご飯は熱い状態で蓋をすると蒸れる時間が長くなりいたみがちなのであらかじめ十分に冷ましてから蓋をすること などである。また、匂いが強すぎる食品も弁当箱内で匂いが充満し他の食品も同じ匂いになってしまうので避けるとよい。
栄養的には弁当であっても1日3食のうちの1食の役割を果たすようにすべきであり、特に大切なのはたんぱく質である。栄養のバランスを確保するためにも、また見た目の良さを確保するためにも数種類のおかずを組み合わせるとよい。

### 主な弁当の種類

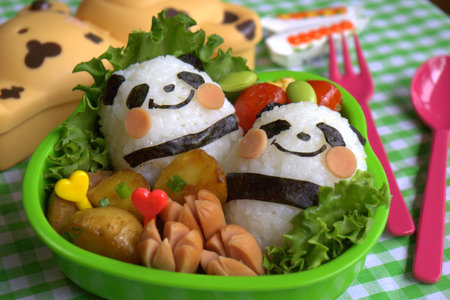
キャラ弁の例。パンダのおにぎり、ソーセージ、じゃが芋、レタス。

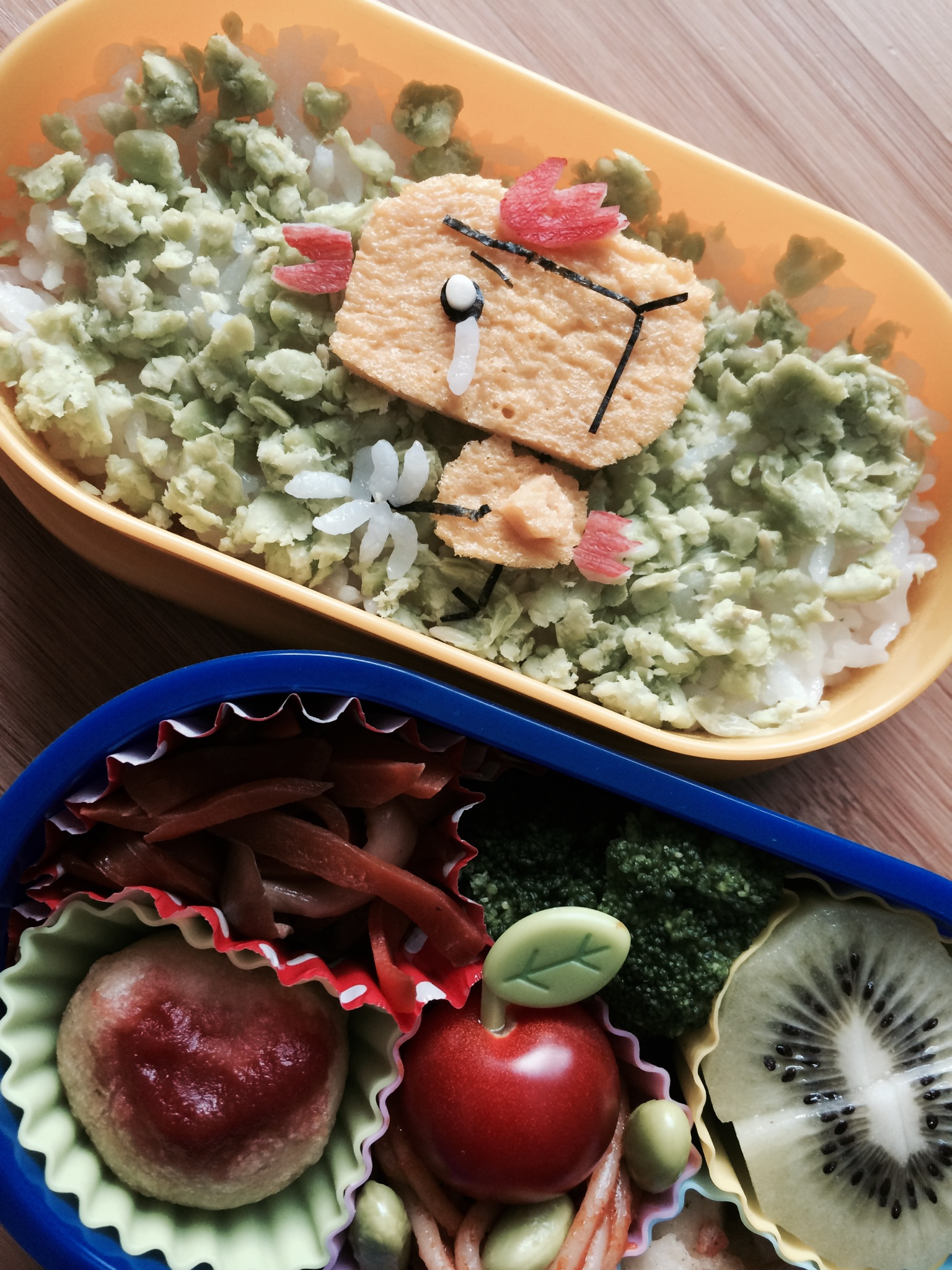
愛妻弁当の一例。しかもキャラ弁に仕上げている例。

- 手作り弁当 - 家庭で家族や自分のために手作りする弁当。2022年のマイボイスコムによる調査では約1万件の回答のうち、3%が弁当を自分で毎日作り、10%が週4～5回、5%が週2～3回作ると回答した[24]。2023年の日本冷凍食品協会による調査では、対象を「冷凍食品を月1回以上利用している25歳以上の男女」とした場合、回答1250件のうち20%が毎日作り、10%が週2～3回程度作ると回答した[25](p5)。また、冷凍食品の購入理由として「弁当を作るようになったから」が前年比で増加し「家での食事が増えたから」が減少したことから、行動制限の撤廃や勤務形態の変化で弁当を作る男女が増加したと同協会は分析している[25](p21)。
  - キャラ弁 - 中身をキャラクターに似せた手の込んだもの
  - じみ弁 - 華やかではないけれども簡単に作れて毎日作り続けられるような弁当[26][27]。毎日当人が手作りして持参している弁当はこの「じみ弁」になっていることは多く、しばしばおかずが茶色一色になる。
  - 愛妻弁当 - 妻が夫のために愛情をこめて作る弁当を夫側から妻への愛をこめて呼ぶ名称。また周囲がひやかして呼ぶ名称。
  - 三色弁当 - ご飯の上の具材を彩よく三色に分かれるよう盛り付けたもの。鶏そぼろと卵（錦糸卵、炒り卵）を用いるのが定番[28]。他に桜でんぶ・緑黄色野菜・海苔などが用いられる。
  - 日の丸弁当 - 白飯の中央に梅干しを1つ載せて日の丸を模したもの。明治・大正期の日本は貧しく、米飯だけでおかずが無い日の丸弁当も多かったが、近年は逆におかずの無い弁当は滅多に作られない。なお近年では白飯部分に梅干しを載せてさえいれば、たとえおかずがたっぷりの弁当でも「日の丸」と形容する人が一部にいる。
- 街の弁当屋の弁当の種類
  - 唐揚弁当 - ご飯と鶏唐揚をセットにした弁当。大手弁当チェーンの弁当で人気1位の弁当[29]。
  - 幕の内弁当 - 白米といくつかのおかずをセットにした弁当。
  - 海苔弁当 - ご飯に海苔を敷き詰めた弁当。
- その他
  - 松花堂弁当 - 略式懐石料理で、十字に仕切った弁当箱に様々な料理を入れたもの。
  - 沖縄県の弁当 - ご飯の上に副菜を無造作に載せるスタイル。食物の傷みやすい気候のため、おかずはほとんどが揚げ物や炒め物で、味付けも濃く、非常にカロリーが高い。

### 代表的な弁当専門店
持ち帰り弁当のチェーン店
- ほっともっと
- 本家かまどや
- ほっかほっか亭
- オリジン弁当
- としまや弁当
- お弁当のヒライ
- ベントマン
- どんどん
- 日本亭[30]

かつて存在した持ち帰り弁当のチェーン店
- たいこ弁当

折詰弁当店
- 日本橋弁松総本店

### ギャラリー
さまざまな市販弁当
- イベントで用意されたさまざまな市販弁当
- 鶏唐揚げ弁当
- のり弁当
- 幕の内弁当
- 中華弁当
- サンドイッチ弁当
- 釜めし弁当。持ち運べるよう紐で縛ってある。
- 寿司の折詰
- 牛肉と豚肉の弁当
- うな重弁当
- 折詰弁当（亀戸の某料理店のもの）
- 折り詰め弁当

仕切り箱をうつわとし「弁当」と名付けられているが実際には携行できず、基本は料理店で出されて食べるタイプ
- 高野山の某日本料理店の弁当
- 松花堂弁当

## 弁当文化の移入と広まり

### 台湾
台湾では日本統治時代に、駅弁を含む弁当文化が根付き、現在に至るまで広く定着している。台湾の弁当は日本の弁当と異なり、「必ず温かい状態で販売される」のが特徴で、市街地や国道沿いなどに数多くの弁当店が立ち並んでいる。池上米など日本に近い品種の米が導入されたことも、台湾の弁当文化の普及に大きく寄与したと考えられている。なお、主菜やおかずには、鶏もも肉の醤油煮込み、大雞排（台湾風フライドチキン）、厚揚げ、ほるもん炒め、麻婆ナス、エビのすり身料理などがある。　
台湾では「弁当」ではなく、「便當」と表記されるのが一般的で、「當」は「当」の繁体字（日本でいう旧字体）にあたり、「便當」という言葉は「利便性のある食べものに当たる」として理解されている。ほかにも「飯包」（ご飯を包むもの）と表記されることもある。台湾式弁当は英語圏では人気があり、「Taiwanese bento box」として日本式弁当「Japanese bento」と明確に区別され、アメリカ、カナダ、そしてヨーロッパでは一般的に流通している。　
台湾の弁当
- 奮起湖弁当
- 台湾の駅弁の例（台北駅で売られている臺鐵便當）
- 台湾の駅弁の例（福隆駅で売られている福隆弁当）
- 台湾伝統鶏もも肉弁当(池上弁当)

### ミクロネシア
パラオやミクロネシア連邦では、日本統治時代に「弁当」の単語が日本語からの借用語として現地語に取り入れられている。

### 英語圏のBENTO
英語の辞書ではそのまま「Bento」として記載しているものもある。
アメリカ合衆国やカナダでは、多種類の食品を組み合わせたBENTOが店で売られたり、家庭で作られたりするようになっている。栄養のバランスが良い食事を、短時間でとれることが評価されて普及している。
一方、日系スーパーで販売されていた弁当の影響から、スーパーマーケットやレストラン、キッチンカーには"Bento"を含む店舗名も多くなっているが、これらの店舗での"Bento"は料理の持ち帰りスタイルやファーストフードのような意味で用いられており、販売しているものも日本の弁当とは微妙に異なると指摘されている。

## その他の地域の携行食

### 韓国
韓国では「トシラク(ドシラク) dosirak」(韓国語: 도시락)と呼ばれて、日本の弁当と似たような形で存在している。しかし日本ほどには発達しておらず、特別な行事や遠足で食べるというイメージが強い。それでもコンビニエンスストアで弁当が売られるなど、主に会社員の間で弁当を食べる文化が広まっている。近年では、各社がコンビニ弁当に力を入れており、種類も多様化している。1993年には、本家かまどやの創業者（在日韓国人）の協力の下、同国初の持ち帰り弁当専門店が創業している。
韓国の弁当
- 「Yennal-dosirak 古風な弁当」と名付けられた投稿写真
- 韓国のコンビニで売られている弁当

### 中国
中国には、そもそも冷めた米を食べる習慣がない。近年は米飯の入った弁当箱に料理を上から載せ、電子レンジなどで温めて食べるような習慣が形成されている。中国国内でも、北京市、上海市などでは、日系のコンビニエンスストアの展開とともに「便当」として普及を狙い、現在では日本のものと類似した弁当も売られるようになった。そのほかに長距離列車では、食堂車で調製された弁当（盒饭）の車内販売が行われる。

### 東南アジア
ベトナムでは、駅のホームや長距離列車でバインミーとともに弁当が販売されている。弁当はおかず数品に米飯という構成であり、車内販売用の弁当は食堂車で調製され、温かい状態のままスープとともに販売される。
タイでは、ガパオライス（米飯の上に肉料理と目玉焼きを載せたもの）やパッタイ、タイカレーなど多種多様な弁当が販売されている。これらの弁当は、発泡スチロール製の容器に米飯を入れ、その上におかずを載せたスタイルが一般的であるが、バナナの葉やビニールに料理を包み、一口サイズにして販売されている弁当もある。
マレーシアやインドネシアでは、箱に入った弁当はナシコタッ（Nasi kotak）、バナナの葉や紙に包まれた弁当はナシブンクス（Nasi bungkus）と呼称される。ナシブンクスは屋台や鉄道駅などでナシレマッ（Nasi lemak）やアヤムゴレン（Ayam goreng）などが販売される。これらの料理はバナナの葉やビニールコーティングされた紙の上に米飯とおかずを盛り、包んだ状態で提供される。
- タイで販売されている弁当
- インドネシアのアヤムゴレン弁当

### 南アジア

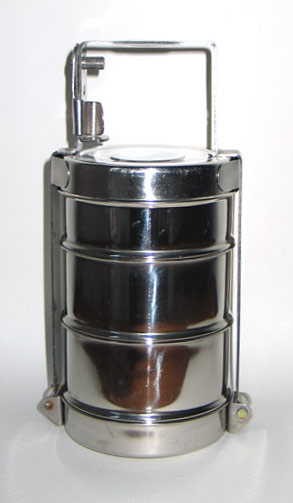
インドの「ダッバー」、3段重ね。

インドでは、チャパティとカレーをダッバー（Dabba）と呼ばれる積み重ね式容器に入れて携帯する習慣が見られる。その起源はイギリス領時代の1890年代で、ムンバイのイギリス企業で働くインド人ビジネスマンに対し、自宅で家族が調理した昼食を勤務先へ届けるために考案された。

### ヨーロッパ
フランスには、密閉容器にパンを入れる「ガメル」（Gamelle）と呼ばれる習慣はあったが、肉体労働者向けのイメージが強く、ホワイトカラーなどには無縁だった。フランスの労働者の昼食は弁当が一般的になるまでは、コース料理を時間をかけて食べるのが一般的であり、いわゆる「弁当」は日本のマンガを通して知られるようになった（それゆえに、日本の漫画を扱う漫画喫茶や書店には弁当箱（bentō）も売っているところも多い）。更に、リーマン・ショック後の不景気と外資系企業の進出で会社員の昼休憩時間が短縮され、（平均で1時間30分が22分に）、労働者の収入が減った為、特に中間所得層以下の労働者が対策として、安く（フランス人労働者の昼食コース料理が2700円前後、市販の弁当が1400 - 1700円程（2013年年末換算））簡便で早くコース料理が食べられるという事で弁当が普及し、イートインスペースがある弁当販売店や、弁当箱にて食事を提供するレストランまで現れている。
また、2016年3月より、パリのリヨン駅でJR東日本及び日本レストランエンタプライズとフランス国鉄の共同企画として、日本の駅弁5種類が販売された。当初は2カ月間限定の企画であったが、好評であったため販売期間が延長された。
イタリアでは一部の鉄道駅で、パンやサンドウィッチに、小瓶のワインを合わせた食事セットが販売される鉄道駅がある。また、2012年4月に運行を開始したイタリアの高速列車イタロ（Italo）では、日本の駅弁を参考にしたイタロ・ボックスが有料で提供されている。

### ハワイ

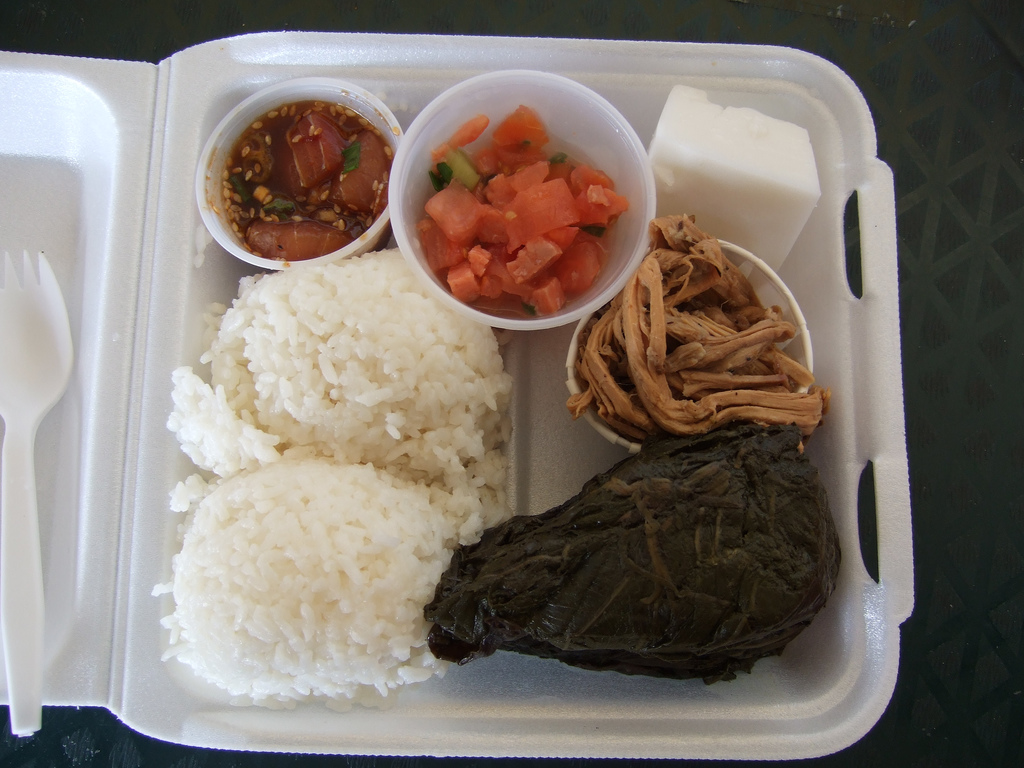
ハワイのプレートランチ

ハワイではプレートランチ（Plate lunch）またはミックスプレート（Mixed plate）という料理のスタイルが一般的である。これは1枚の皿の上に米飯とマカロニサラダを盛り、残ったスペースにハワイ料理、アメリカ料理、プエルトリコ料理、日本料理、沖縄料理、中華料理、朝鮮料理、フィリピン料理、ポルトガル料理などを起源とする多種多様なおかずを盛りつけた料理のスタイルで、弁当のように発泡スチロール製の容器に入れて販売されることもある。このプレートランチは19世紀後半、サトウキビプランテーションでの昼食時に、日系人をはじめとした各国からの労働者同士が、弁当のおかずを分け合ったのが起源である。このほかに、ハワイ・クレオール英語には「弁当」の単語が日本語からの借用語として取り入れられている。意味は「1人前の食事を持ち運ぶために詰めたもの」であり、前述のプレートランチとは区別されている。

## 派生した表現
- 宮城県仙台市宮城野区福室字「弁当」二番という地名がある。「弁当二番」までが地名であり、「二番」は地番ではない。その昔、仙台藩の足軽たちが、この地で弁当を広げたことから、その地名（小字）となった。弁当一番から弁当三番まであったが、弁当一番は住居表示の実施により消滅している[61]。
- 俗に、禁錮刑・懲役刑の執行猶予期間のことを、「弁当」と呼ぶ場合がある（例：2年の弁当つき）。これは、昔、弁当を腰にぶらさげて持ち歩いたことから、猶予期間中は捕まったら即刑務所行きだということを指してこういう。
- ファイルメーカー社（現・クラリス）のパソコンソフト「Bento」の名称の由来は「弁当」から来ており、そのアイコンは弁当箱をモチーフにしている。
- Windows用メディアプレーヤーであるWinampのバージョン5.5（2007年10月リリース）以降で利用可能なユーザインターフェイス「Bento」の名称の由来も「弁当」から来ている。当該UIは、メディアライブラリの内部を松花堂弁当のように更に仕切ることにより各種情報を一覧できる点が特徴である。
- あるイベントに協力するに際して報酬をもらわず、経費を自己負担して参加することを「手弁当」と表現する。
- 昼食時間以前に弁当を食べることを「早弁」（はやべん）と言う[62]。
- 日本の鉄道車両の連結器（北海道以外、主に本州・九州）は1925年7月にほぼ一斉に交換されたが（固定編成の客車など先行実施の一部例外はある）、これを可能にしたのが貨車の「腰弁当」方式である[注 1]。当時の下級官吏・サラリーマンの昼食事情が江戸時代同様の腰弁当であり、それになぞらえたもの（#明治・大正の節を参照）。

## 弁当をテーマとした作品
- ニコべん!（角光）
- ベン・トー（アサウラ）
- 今日も嫌がらせ弁当
- 高杉さん家のおべんとう（柳原望）
- 弁当少年団（PRODUCE 101 JAPAN SEASON2）